# Loxoblemmus brevipalpus
Loxoblemmus brevipalpus är en insektsart som beskrevs av Wang, Yuwen 1992. Loxoblemmus brevipalpus ingår i släktet Loxoblemmus och familjen syrsor. Inga underarter finns listade i Catalogue of Life.